# Tierarzneischule Münster
Die Tierarzneischule Münster war eine tiermedizinische Hochschule in Münster, die von 1779 bis 1824 existierte. Neben Tierärzten wurden hier auch Hufschmiede ausgebildet. Sie war später der Medizinischen Fakultät der Universität Münster angegliedert.
Die Gründung dieser Ausbildungsstätte geht auf die Berufung Johann Georg Joseph Fehrs (geb. 24. Juni 1740) am 3. Februar 1779 durch den münsterischen Fürstbischof Maximilian Friedrich von Königsegg-Rothenfels zurück. Fehr war und blieb der einzige Hochschullehrer in Münster, über seine Ausbildung ist nichts bekannt. Er war Chirurg in verschiedenen Kavallerieregimentern und wurde 1763 als Stabschirurg nach Münster berufen. Mit seiner Ernennung zum Lehrer der Ross- und Vieharzneikunst schied er aus der Kavallerie aus. 1777 bis 1778 bildete er sich am Tierärztlichen Institut Göttingen und der Tierärztlichen Hochschule Hannover weiter.
Der genaue Beginn der Lehrveranstaltungen ist nicht genau bekannt. Die ersten schriftlichen Vorlesungsankündigungen liegen erst für 1793 vor, es wird aber vermutet, dass er bereits mit seiner Berufung 1779 Vorlesungen abhielt. Als Lehrgebäude wurde eine ehemalige Glockengießerei im Süden des ehemaligen Hofgartens genutzt. Im Innenhof hatte Fehr einen Kräutergarten angelegt, in dem er Arznei- und Giftpflanzen für die Ausbildung kultivierte. Zudem gab es einen Stall und eine Hufschmiede. Es gab für die Ausbildung keinerlei Vorgaben oder Anforderungen. Die Absolventen mussten erst ab der preußischen Übernahme Münsters eine Prüfung vor dem Medizinalkollegium ablegen, um eine Approbation zu erhalten. Diese Prüfung bereitete den meisten Münsteraner Absolventen große Schwierigkeiten, da der Lehrbetrieb der Tierarzneischule weder räumlich, personell noch finanziell über das Anfangsstadium hinauskam. Fehr musste alle Einrichtungsgegenstände, Geräte und Lehrmittel selbst finanzieren. Zudem musste er aufgrund des geringen Einkommens aus der Lehrtätigkeit auch noch als praktizierender Tierarzt tätig sein, was den größten Teil seiner Zeit einnahm. Diese Tätigkeit nutzte er aber auch für die praktische Tätigkeit seiner Studenten. Die Zahl der gleichzeitig Studierenden wird auf etwa 10 geschätzt.
Ab 1803 gab es Erweiterungspläne, 1805 konkretisierte Fehr seine Wünsche, nachdem er die Tierärztliche Hochschule Berlin besucht hatte. Der Ausbau der Tierarzneischule wurde aber wegen Finanzierungslücken durch die preußische Regierung immer wieder verschoben und schließlich ganz aufgegeben. Die Gebäude der Ausbildungsstätte verfielen, was sich auch unter der sechsjährigen französischen Besatzung nicht änderte. Kurzzeitig erhielt Fehr Unterstützung durch einen Assistenten namens Schulz, der 1803 die Vorlesungen zur Anatomie und Physiologie hielt.
Das Ende der Tierarzneischule Münster fällt mit der Schließung der Universität Münster im Oktober 1818 zusammen. Es gibt keine offizielle Schließungsurkunde (auch keine zur Gründung), Dokumenten zufolge wurde der Betrieb über die Schließung der Universität hinaus fortgesetzt. Nach Fehrs eigenen Angaben stellte er den Vorlesungsbetrieb, 84-jährig, 1824 ein.